# Horrorclown-Phänomen

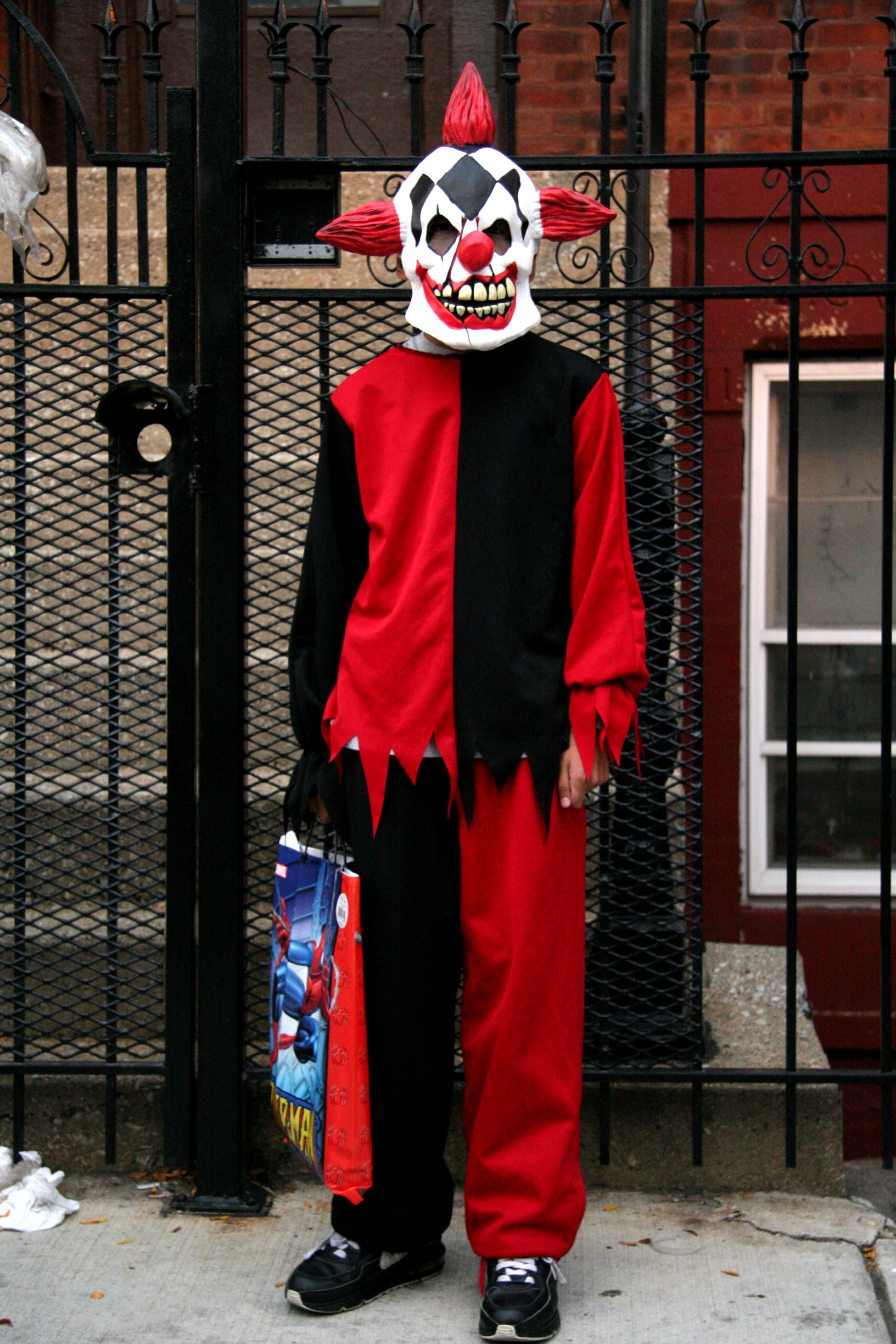
Beispiel eines schrecklichen Clowns

Als Horrorclown-Phänomen wird eine Sichtungswelle von Horrorclowns bezeichnet, die seit den 1980er-Jahren, beginnend in den USA, stattfindet. Dabei handelt es sich um Personen, die sich in gruselige Clownskostüme kleiden, um andere damit zu erschrecken.
Mitte der 2010er-Jahre wurden sie in verschiedenen weiteren Ländern gemeldet. Die Berichte wurden von den Medien verstärkt aufgegriffen, wobei sich nicht alle Sichtungen bestätigten und viele gezielte Falschmeldungen waren. Dies trifft insbesondere auf die Anfangsphase der Sichtungswelle 2016 zu, sodass Elemente einer urbanen Legende vorliegen, die sich allerdings über Nachahmer verselbständigt hat und so auch zum realen Phänomen geworden ist.
Es wurden in weiterer Folge Fälle bekannt, in denen von Horrorclowns Gewalttaten oder strafbare Drohungen ausgingen, oder es wurde Gewalt gegen Clowns ausgeübt; auch sammelten sich Leute nach vermeintlichen Clownsichtungen zu einer Hetzjagd.
Der zeitliche Zusammenhang mit Halloween wird sowohl von der Wissenschaft als auch von den Ordnungsbehörden bestätigt. Einhergehend mit dem Horrorclown-Phänomen kursieren auf Internetportalen diverse Videos, in denen Clowns beim Erschrecken von Menschen gezeigt werden.

## Bezeichnung und Abgrenzung
In der Öffentlichkeit wird der Horrorclown auch als Grusel-Clown, Creepy Clown oder Killer-Clown bezeichnet. Der Dachverband Clowns in Medizin und Pflege in Deutschland fordert eine begriffliche Abgrenzung mit der Begründung, es seien „wirre Menschen, die ihre destruktiven Neigungen nur auf diese armselige Art ausleben wollen“. Der Verband schlug vor, als Abgrenzung eher den Begriff „Grinsefratzen“ zu benutzen. Berufsclowns fürchten zudem um ihren Ruf und versuchen, in einer an die Black-Lives-Matter-Bewegung angelehnten #ClownLivesMatter-Kampagne ihr Image wieder zu verbessern.

## Ursprünge
Zur historischen Entwicklung und Entstehung von Figuren und Konzepten zum bösen Clown siehe Artikel Böser Clown.

## Sichtungen und Zwischenfälle

### Orte und Einzelfälle
Seit mehreren Jahren gibt es immer wieder Sichtungen, vor allem in den USA. Auch in anderen Ländern wie Kanada, Großbritannien, Frankreich, Deutschland, Österreich und der Schweiz breitete sich das Phänomen zeitweilig aus.
Im britischen Northampton verkleidete sich im Jahr 2013 ein Student wiederholt als „Böser Clown“ und zeigte sich so an verschiedenen Orten der Stadt. Diese Clownssichtungen wurden weltweit in den Medien aufgegriffen.
Im Jahr 2014 tauchten in Frankreich wiederholt Gruselclowns in der Öffentlichkeit auf. Dabei trugen die Clowns mitunter Waffenattrappen, aber auch echte Messer, Baseballschläger oder in einem Fall eine Pistole. Teilweise kam es zu gewalttätigen Übergriffen von Clowns. Ebenso griff die Polizei bewaffnete Personen auf, die Clowns jagen wollten.
2016 trat Anfang August eine Person mit Clownmaske in Greenville, South Carolina, auf. Seitdem hat sich das Phänomen in den Vereinigten Staaten erneut ausgebreitet. In den folgenden Monaten wurden weltweit weitere Vorfälle gemeldet.
Nachdem am 3. Oktober 2016 an der Pennsylvania State University angebliche Sichtungen von Horrorclowns gemeldet worden waren, versammelten sich hunderte Studenten zur „Clownsjagd“. Dabei konnten aber keine Clowns aufgespürt werden.
Mitte Oktober wurde in Schweden ein Jugendlicher von einer Person in Clownsmaske niedergestochen und in Wesel zwei junge Männer von einem Täter in Clownsmaske mit Pistole und Messer bedroht. In Gelsenkirchen verletzten zwei Gruselclowns mit einem Messer einen gehörlosen Mann und flüchteten. In Rostock griff ein als Horrorclown maskierter Täter einen Teenager mit einem Baseballschläger an und verletzte ihn. Bei einem anderen Zwischenfall, ebenfalls in Rostock, lief ein Horrorclown-Maskenträger auf einen Jugendlichen zu und bedrohte ihn mit einem Messer. Mitte Oktober nahmen Schwere und Umfang der Zwischenfälle in Deutschland weiter zu und es setzte eine umfangreiche mediale Berichterstattung ein. Unter Benutzung der Maske des Horror-Clowns wurden mehrere Körperverletzungen und eine Brandstiftung begangen.
Wie Medien und die Polizei berichteten, wurde am 24. Oktober 2016 in Berlin ein als Clown verkleideter 16-Jähriger von einem 14-jährigen Bekannten niedergestochen, den er erschrecken wollte. Der Verletzte merkte in einem Presse-Interview an, er sei als Vampir verkleidet gewesen und sein Bekannter sei mit einer Gruppe zusammen auf „Clownsjagd“ gewesen.

### Zeitpunkt
Ein Sprecher der Deutschen Polizeigewerkschaft äußerte sich in der Öffentlichkeit neben den Orten auch zum Zeitpunkt der Sichtungen. Demnach war der Trend vor allem um Halloween in Großstädten auffällig.

### Anzahl der Sichtungen in Deutschland 2016
In nur wenigen Tagen registrierte die Polizei alleine in Nordrhein-Westfalen 110 Fälle. Am 26. Oktober 2016 gaben die Polizeibehörden auf Nachfrage der Deutschen Presseagentur eine Anzahl von 370 Fällen bekannt. Das Internetmagazin Follow Up befragte sechs Monate nach Abklingen der Meldungen das Landeskriminalamt Nordrhein-Westfalen. Demnach hatten die Beamten im Oktober und November 2016 insgesamt 415 Fälle registriert, ab Mitte November 2016 jedoch keine mehr.

## Auswirkungen

### Ordnungsrechtliche Folgen
In Deutschland fürchteten die Ordnungsbehörden Nachahmungstaten, so sprach die Berliner Polizei eine entsprechende Warnung aus. Ein weiteres Problem für die Behörden ergab sich aus einem Trend in den Sozialen Medien. Demnach wurden im Zusammenhang mit Meldungen und Sichtungen Fake-Meldungen veröffentlicht, die die Anzahl der Sichtungen größer erscheinen ließ, als sie war. Nach Ansicht von Mimikama, einer Initiative zur Aufklärung über Internetmissbrauch, gab es mehr Falschmeldungen im Netz als echte Sichtungen und Strafanzeigen; Mimikama sprach in diesem Zusammenhang von „Verängstigungsbullshit“. Bis zum 21. Oktober 2016 will die Initiative nach eigener Aussage allein 400 Falschmeldungen zu Clownsichtungen in sozialen Medien gefunden haben. In den USA soll kein in den sozialen Medien veröffentlichtes Video einen echten Clownangriff zeigen.

### Erzeugung von Angstzuständen und Imagewandel des Clowns
In den USA zeigten sich besonders Eltern besorgt, da vereinzelt als Clown verkleidete Täter Kinder in den Wald locken wollten und mehrere Schüler online bedroht wurden.
Um Kinder nicht weiter zu verängstigen, verzichten gemäß dem Verband deutscher Zirkusunternehmen viele Berufsclowns auf eine Maskierung, insbesondere auf die weiße Gesichtsfarbe, und setzen auf lustige Kleidung. Dahinter steht die Befürchtung, dass sich der Clown generell zu einem „Angstobjekt“ wandelt. Exemplarisch für diese Meinung steht der preisgekrönte Clown Tonito vom Zirkus Krone. Er weist auf die ursprüngliche Idee der Figur hin. Er sieht den Clown als „Geschenk an die Menschheit“ und an die „liebsten Menschen der Welt“, der Freude spendet. Er stellt dabei auch die optischen Merkmale heraus. Die „richtigen Clownfarben“ seien Rot, Weiß und Schwarz. Alle anderen Farben seien „Halloween – oder eben Horror“. Auch die Aktion Rote Nasen (Clowndoctors), die in vielen europäischen Ländern Aufmunterungs-Auftritte in Kinderkrankenhäusern betreibt, sah ihre Arbeit gefährdet.

### Rechtliche Wirkungen
In Großbritannien ist das Erschrecken von Passanten strafbar. In Deutschland ist dies grundsätzlich nicht der Fall, jedoch wird von Ordnungs- und Justizbehörden aus den Wirkungen oft auf eine strafbare Handlung geschlossen. Soweit mit dem Erschrecken dem Opfer bewusst körperliches Unwohlsein zugeführt wird, kann der Tatbestand der Körperverletzung erfüllt sein. Das Drohen mit einer Waffe kann mit einem Jahr Freiheitsstrafe geahndet werden, das Erschrecken von Autofahrern als Gefährlicher Eingriff in den Straßenverkehr mit fünf Jahren. Ferner kann bei entsprechendem Verhalten eine Belästigung der Allgemeinheit vorliegen, die mit einer Geldbuße geahndet werden kann, vgl. § 118 OWiG.
Von dem Würzburger Amtsgericht wurden zwei jugendliche Mädchen wegen gefährlicher Körperverletzung zu Schmerzensgeld und zur Ableistung von Sozialstunden verurteilt, die aus Langeweile mit gruseligen Clownmasken eine Frau im unterfränkischen Güntersleben zur Nachtzeit erschreckt hatten. Die Mutter leidet seitdem an einer posttraumatischen Belastungsstörung.
In Nordrhein-Westfalen wurde vom Amtsgericht Recklinghausen ein Paar aus Datteln, das im Oktober 2016 – ausgestattet mit einer Clown- und einer Totenkopfmaske – mehrfach auf die Straße sprang und teilweise auch auf Motorhauben schlug, wegen gefährlichen Eingriffs in den Straßenverkehr verurteilt. Zeugen hatten im Prozess berichtet, dass sich die Maskierten „wie die Irren“ aufgeführt hätten. Einer sprach davon, dass er den „blanken Horror“ erlebt habe. Die 35-jährige Frau wurde zu sechs Monaten Haft auf Bewährung verurteilt, ihr 29 Jahre alter Freund musste 1000 Euro Geldstrafe zahlen.

### Sonstige Folgen
Das Fastfood-Unternehmen McDonald’s schränkte aufgrund der Geschehnisse die Auftritte seiner Werbefigur Ronald McDonald in den USA drastisch ein. Die Warenhausketten Kaufhof und Karstadt nahmen als Reaktion „Horrorclown“-Masken und -Kostüme aus dem Sortiment. Der Freizeitpark Belantis bei Leipzig verbot Clownskostüme während der Halloweenfeiern auf seinem Gelände.

## Wissenschaftlicher Diskurs
Nach Einschätzung des Psychologen Jens Hoffmann vom Institut Psychologie und Bedrohungsmanagement in Darmstadt habe „das Erschrecken […] eine lange Tradition, besonders zu Halloween“. Dieses habe sich nun (im Zuge der Sichtungswelle 2016) „verselbstständigt“ und es gebe einen „großen Nachahmungseffekt“. Lars Gräßer vom Grimme-Institut in Marl ordnet die mediale Berichterstattung differenziert ein: „In vielen Fällen war der Hype Unsinn“, sagte Gräßer dem Internet-Magazin Follow Up. Gräßer versteht die Horrorclowns als Teil des Internetphänomens der Pranks – mitunter fragwürdige Streiche, die nach dem Prinzip der versteckten Kamera gefilmt und ins Netz gestellt werden. Meist blieben solche Dinge im Netz. „Erst als die großen Medienmarken das Phänomen aufgegriffen haben, wurde es zum Hype.“ Dass die Medienberichte die Taten in der Realität erst provoziert hätten, glaubt der Medienwissenschaftler jedoch nicht.